# U-20-Fußball-Südamerikameisterschaft der Frauen 2024
Die U-20-Fußball-Südamerikameisterschaft der Frauen 2024 fand vom 11. April bis zum 5. Mai 2024 in Ecuador statt. Es war die zehnte Ausgabe des Turniers.
Die vier nach Abschluss des Turniers bestplatzierten Auswahlmannschaften qualifizierten sich für die U-20-Weltmeisterschaft 2024 in Kolumbien. Die Mannschaft Kolumbiens belegte in dem Turnier den dritten Platz, nahm aber als Gastgeber der WM automatisch an dieser teil. Aufgrund dessen, konnte Venezuela als fünfter der Endrunde, ebenfalls zur WM fahren. Aus der Veranstaltung ging die U-20 Brasiliens erneut als Sieger hervor. Torschützenköniginnen des Turniers waren mit sieben erzielten Treffern die Paraguayerin Fátima Acosta, die Venezolanerin Mariana Barreto und die Kolumbianerin Gabriela Rodríguez.

## Spielorte
Die Partien der U-20-Südamerikameisterschaft fanden alle im Estadio Modelo Alberto Spencer Herrera in Guayaquil statt.

## Modus
Gespielt wurde in zwei Fünfer-Gruppen und einer anschließend ebenfalls im Gruppenmodus ausgetragenen Finalphase mit sechs Mannschaften.
Es nahmen am Turnier die Nationalmannschaften Argentiniens, Boliviens, Brasiliens, Chiles, Ecuadors, Kolumbiens, Paraguays, Perus, Uruguays und Venezuelas teil.

## Gruppenphase
Die Zuteilung zu den beiden Gruppen wurde am 11. März 2024 ausgelost.

### Gruppe A
| Pl.                             | Land        | Sp. | S | U | N | Tore    | Diff. | Punkte |
| ------------------------------- | ----------- | --- | - | - | - | ------- | ----- | ------ |
| 1.                              | Paraguay    | 4   | 3 | 1 | 0 | 005:200 | +3    | 10     |
| 2.                              | Peru        | 4   | 2 | 1 | 1 | 006:400 | +2    | 07     |
| 3.                              | Argentinien | 4   | 1 | 3 | 0 | 003:200 | +1    | 06     |
| 4.                              | Ecuador     | 4   | 1 | 1 | 2 | 003:500 | −2    | 04     |
| 5.                              | Uruguay     | 4   | 0 | 0 | 4 | 000:700 | −7    | 0      |
| Qualifiziert für die Finalrunde |             |     |   |   |   |         |       |        |

|             |   |             |           |
| 11.4.       |   |             |           |
| Peru        | – | Argentinien | 1:1 (1:0) |
| Ecuador     | – | Paraguay    | 0:1 (0:0) |
| 13.4.       |   |             |           |
| Paraguay    | – | Uruguay     | 2:1 (0:1) |
| Peru        | – | Ecuador     | 2:0 (1:0) |
| 15.4.       |   |             |           |
| Paraguay    | – | Peru        | 2:1 (1:0) |
| Uruguay     | – | Argentinien | 0:1 (0:1) |
| 17.4.       |   |             |           |
| Uruguay     | – | Peru        | 1:2 (0:0) |
| Argentinien | – | Ecuador     | 1:1 (1:0) |
| 19.4.       |   |             |           |
| Argentinien | – | Paraguay    | 0:0       |
| Ecuador     | – | Uruguay     | 2:1 (1:0) |

### Gruppe B
| Pl.                             | Land      | Sp. | S | U | N | Tore    | Diff. | Punkte |
| ------------------------------- | --------- | --- | - | - | - | ------- | ----- | ------ |
| 1.                              | Kolumbien | 4   | 4 | 0 | 0 | 011:200 | +9    | 12     |
| 2.                              | Brasilien | 4   | 3 | 0 | 1 | 010:400 | +6    | 09     |
| 3.                              | Venezuela | 4   | 2 | 0 | 2 | 009:600 | +3    | 06     |
| 4.                              | Chile     | 4   | 1 | 0 | 3 | 002:800 | −6    | 03     |
| 5.                              | Bolivien  | 4   | 0 | 0 | 4 | 000:120 | −12   | 0      |
| Qualifiziert für die Finalrunde |           |     |   |   |   |         |       |        |

|           |   |           |           |
| 12.4.     |   |           |           |
| Bolivien  | – | Venezuela | 0:6 (0:4) |
| Brasilien | – | Chile     | 5:1 (1:1) |
| 14.4.     |   |           |           |
| Chile     | – | Kolumbien | 0:2 (0:2) |
| Bolivien  | – | Brasilien | 0:2 (0:2) |
| 16.4.     |   |           |           |
| Chile     | – | Bolivien  | 1:0 (0:0) |
| Kolumbien | – | Venezuela | 4:1 (3:1) |
| 18.4.     |   |           |           |
| Kolumbien | – | Bolivien  | 3:0 (2:0) |
| Venezuela | – | Brasilien | 1:2 (0:2) |
| 20.4.     |   |           |           |
| Venezuela | – | Chile     | 1:0 (0:0) |
| Brasilien | – | Kolumbien | 1:2 (0:0) |

## Finalrunde
| Pl.                                                                                            | Land        | Sp. | S | U | N | Tore    | Diff. | Punkte |
| ---------------------------------------------------------------------------------------------- | ----------- | --- | - | - | - | ------- | ----- | ------ |
| 1.                                                                                             | Brasilien   | 5   | 5 | 0 | 0 | 010:000 | +10   | 15     |
| 2.                                                                                             | Paraguay    | 5   | 2 | 2 | 1 | 007:600 | +1    | 08     |
| 3.                                                                                             | Kolumbien   | 5   | 2 | 2 | 1 | 006:500 | +1    | 08     |
| 4.                                                                                             | Argentinien | 5   | 1 | 2 | 2 | 008:700 | +1    | 05     |
| 5.                                                                                             | Venezuela   | 5   | 1 | 1 | 3 | 010:100 | ±0    | 04     |
| 6.                                                                                             | Peru        | 5   | 0 | 1 | 4 | 003:160 | −13   | 01     |
| U-20-Südamerikameister und qualifiziert für die U-20-WM 2024 Qualifiziert für die U-20-WM 2024 |             |     |   |   |   |         |       |        |

|             |   |             |           |
| 23.4.       |   |             |           |
| Argentinien | – | Brasilien   | 0:2 (0:2) |
| Paraguay    | – | Venezuela   | 2:0 (0:0) |
| Kolumbien   | – | Peru        | 3:0 (2:0) |
| 26.4.       |   |             |           |
| Kolumbien   | – | Venezuela   | 3:2 (2:0) |
| Paraguay    | – | Brasilien   | 0:3 (0:3) |
| Peru        | – | Argentinien | 0:5 (0:2) |
| 29.4.       |   |             |           |
| Peru        | – | Venezuela   | 1:6 (1:1) |
| Brasilien   | – | Kolumbien   | 1:0 (1:0) |
| Argentinien | – | Paraguay    | 0:2 (0:1) |
| 2.5.        |   |             |           |
| Peru        | – | Paraguay    | 2:2 (2:1) |
| Kolumbien   | – | Argentinien | 1:1 (1:0) |
| Venezuela   | – | Brasilien   | 0:2 (0:0) |
| 5.5.        |   |             |           |
| Paraguay    | – | Kolumbien   | 1:1 (0:0) |
| Venezuela   | – | Argentinien | 2:2 (1:1) |
| Brasilien   | – | Peru        | 2:0 (2:0) |

## Schiedsrichterinnen
- Roberta Echeverría
- Alejandra Quisbert
- Deborah Cecilia Cruz Correia
- Dione Rissios
- Jenny Arias Parga
- Marcelly Zambrano
- Gabriela Arce
- Elizabeth Tintaya
- Olatz Rivera Olmedo
- Nadia Fuques Blanco
- Stefani Escobar